# Direitos LGBT em Anguila
Pessoas lésbicas, gays, bissexuais e transgêneros (LGBT) em Anguilla enfrentam desafios legais não vivenciados por residentes não LGBT. A atividade sexual entre pessoas do mesmo sexo é legal em Anguilla, mas casais do mesmo sexo não podem se casar ou obter parcerias civis. A lei anguilana não proíbe discriminação com base na orientação sexual ou identidade de gênero.

## Lei sobre atividade sexual entre pessoas do mesmo sexo
A atividades sexual entre pessoas do mesmo sexo é legais em Anguilla desde 2001. A legalização da homossexualidade foi o resultado de uma ordem do Conselho Privado do Reino Unido e afetou as leis que criminalizavam a homossexualidade em outros territórios ultramarinos caribenhos do Reino Unido.
A idade de consentimento é maior para homossexuais (18) do que para heterossexuais (16).

## Reconhecimento de relacionamentos entre pessoas do mesmo sexo
O Casamento entre pessoas do mesmo sexo e uniões civis não são legais em Anguilla, e é um dos territórios ultramarinos britânicos que não tem nenhuma legislação sobre as parcerias civis, contudo esse tipo de cerimônias não legais de casais do mesmo sexo já ocorreram na ilha.
O Estado do Ato de Casamento define "casamento" como a união de um homem e uma mulher como marido e mulher."

## Proteções contra discriminação
Não é conhecida nenhuma proteção legislativa para as pessoas LGBT nas leis locais de Anguilla. A Constituição condena a discriminação em base de "raça, opiniões políticas, cor, crença, sexo ou lugar de origem", não fazendo menção alguma a orientação sexual ou identidade de género.

## Condições de vida
Devido à pequena população de Anguilla, não existem muitas cenas gays na ilha. Não há organizações gays, bares e clubes ou eventos do orgulho LGBT. Um pequeno protesto aconteceu em 17 de maio de 2011, marcando o Dia Internacional contra a Homofobia, Transfobia e Bifobia.
Vários casais do mesmo sexo que já viajaram para esta ilha em férias disseram que a ilha é "gay-friendly" e que tem "gente calorosa, as melhores praias e o melhor pôr-do-sol do mundo e restaurantes fantásticos", mas também "muito tranquilo". Os casais costumam dizer que ninguém foi discriminatório em momento algum". No entanto, a situação para os habitantes podem ser um pouco diferente. Anguilla, como muito de outras ilhas caribenhas, acredita-se que tenha um "leve clima de homofobia" que contribui para esconder as suas identidades LGBT.

## Tabela de resumo
| Atividade sexual entre pessoas do mesmo sexo é legal                                                           | (Desde 2001)                                 |
| Idade igual de consentimento                                                                                   | No                                           |
| Leis antidiscriminação no emprego                                                                              | No                                           |
| Leis antidiscriminação no fornecimento de bens e serviços                                                      | No                                           |
| Leis antidiscriminação em todas as outras áreas (incluindo discriminação indireta, discurso de ódio)           | No                                           |
| Casamento entre pessoas do mesmo sexo                                                                          | No                                           |
| Reconhecimento de casais do mesmo sexo                                                                         | No                                           |
| Adoção de enteados por casais do mesmo sexo                                                                    | No                                           |
| Adoção conjunta por casais do mesmo sexo                                                                       | No                                           |
| Pessoas LGBT autorizadas a servir abertamente nas forças armadas                                               | (Reino Unido responsável pela defesa)        |
| Direito de mudar de gênero legal                                                                               | No                                           |
| Acesso à fertilização in vitro para lésbicas e paternidade automática para ambos os cônjuges após o nascimento |                                              |
| Barriga de aluguel comercial para casais gays                                                                  | (Proibido também para casais heterossexuais) |
| HSH autorizados a doar sangue                                                                                  |                                              |